# Бороздин, Константин Матвеевич
Константи́н Матве́евич Борозди́н (13 (24) мая 1781 — 10 (22) мая 1848) — русский археолог, историк, чиновник (тайный советник, сенатор) из дворянского рода Бороздиных.

## Биография
Родился 13 (24) мая 1781 года. Сын сенатора Матвея Корниловича Бороздина (1753—1817) от его брака с Варварой Ивановной Панфиловой (1751—1818). Дед — К. М. Бороздин, герой Семилетней войны, первым из русских получивший чин генерал-аншефа артиллерии. С малолетства был записан в Преображенский лейб-гвардии полк, однако в 19 лет был определен в гражданскую службу. Его брат, Владимир Матвеевич стал военным: генерал-майор, участник Бородинского сражения.
В начале 1809 году К. М. Бороздин вышел в отставку, в чине статского советника, с намерением совершить учёное путешествие по России с целью исследования древностей. К этому времени относится его знакомство с А. Н. Олениным, который добился у императора Александра I субсидии на организацию первой в России историко-археологической экспедиции по городам России. Помощниками его были назначены: А. И. Ермолаев, известный впоследствии археолог и палеограф, а также рисовальщик Иванов.
Путешествие продолжалось три года. Бороздин начал путешествие с северной России, посетил Старую Ладогу, Тихвин, Устюжну, Череповец, Белозерск и Вологду; затем — Киев, Чернигов, Курск, Боровск и Тулу, изучая все места, где можно было предполагать остатки древностей, и посещая частных лиц, у которых имелись какие-либо старинные редкости.
Результатом этого путешествия явилась обширная коллекция рисунков, с приложением описания к ним, которая и передана была для хранения в Императорскую Публичную Библиотеку. В первый альбом вошли рисунки и планы Старо-Ладожской крепости, её башен и церквей, а также виды монастырей и городов Белозерска, Тихвина и Устюжны, и снимки с предметов древности, там обнаруженных; во втором альбоме воспроизведены различные предметы, принадлежавшие Кирилло-Белозерскому монастырю; третий альбом составили план Киева и его окрестностей, виды отдельных его достопримечательностей и снимки с археологических предметов; в четвёртый альбом вошли материалы, связанные с городами, посещёнными Бороздиным в конце его путешествия. Кроме того, Бороздин привез из путешествия несколько рукописных сборников и древних актов, в том числе «опальный синодик» Иоанна Грозного, впоследствии напечатанный Н. Г. Устряловым в «Сказаниях князя Курбского».
В 1812 году новоржевское дворянство избрало Бороздина начальником ополчения. После занятия русскими войсками Варшавского герцогства, Бороздин вступил в службу под начальство Н. Н. Новосильцева; 20 ноября 1815 года был произведён в действительные статские советники.
С 4 августа 1826 года по 20 апреля 1833 года К. М. Бороздин состоял попечителем Санкт-Петербургского учебного округа.
В 1828 году министр просвещения А. С. Шишков в самых лестных выражениях докладывал Николаю I об успешной деятельности Бороздина в этой должности. Такую же оценку давали Плетнев и проф. Григорьев: «С назначением его в попечители… успех преподавания и порядок в управлении внушили всем сословиям петербургского общества такую доверенность и уважение к университету, что он быстро стал наполняться слушателями. В душе и характере Бороздина было всё, чем приобретается доверенность, уважение и преданность. Своею любовью к трудам кабинетным…, тёплым участием своим в каждом учёном предприятии, он вызывал деятельность других».
А. В. Никитенко также восторженно отзывался в «Дневнике» о тогдашнем своём начальнике: «Я не знаю человека с более благородным сердцем… Он не учился систематически, но читал много и, что чудо между нашими дворянами и администраторами, размышлял ещё более. Он имеет обширные познания в русской истории, которую изучал, как патриот, и вместе как философ. Ум его возвышен. Поэтическая фантазия нередко уносит его из области нашей мёртвой и горестной действительности в чистую, светлую область идей, и, хотя он не любит немецкой философии, но это только на словах, ибо, сам того не замечая, почти во всём следует её могучему гению. Он ждет для России лучшего порядка вещей и, любя её превыше всего, превыше самого себя, со смирением несет тягости общественные».
С 1833 года, став тайным советником, Бороздин до конца жизни оставался в звании сенатора (с 20 апреля 1833 года). Умер 10 (22) мая 1848 года.
Награждён орденами Святого Владимира 2-й степени, Святой Анны 1-й степени и Святого Станислава 1-й степени. Высшей из пожалованных ему наград был орден Белого Орла (27.12.1843).
К. М. Бороздин состоял действительным членом Российской Академии и одесского общества любителей истории и древностей, а с 1841 года — почётным членом Императорской Академии наук по отделению русского языка и словесности. Составленная Бороздиным обширная библиотека перешла, впоследствии, в Румянцевский музей.

## Исследовательская деятельность
Ещё в 1805 году Бороздин напечатал «Начертание жизни князя Я. Ф. Долгорукого» (без имени автора). В 1823 году в «Северном архиве» (Ч. VI, № 12) было напечатано его «Историческое исследование духовной грамоты вел. кн. Дмитрия Ивановича».
С 1841 года Бороздин начал печатать серию «Опыт исторического родословия…», каждый выпуск которой посвящался одной из дворянских фамилий; всего состоялось 9 выпусков:
- Опыт исторического родословия дворян и графов Матюшкиных (переиздано: М.: Книга по Требованию, 2011. — 27 с. — ISBN 978-5-458-14960-0 и Опыт… — Лет Ме Принт, 2012. — 34 с. (недоступная ссылка) (с посвящением графу В. А. Соллогубу);
- Опыт исторического родословия графов Скавронских. — СПб.: Тип. Имп. Рос. академии, 1841. — 15 с. (с посвящением П. Г. Буткову);
- Опыт исторического родословия дворян и графов Бенкендорфов. — СПб.: Тип. Имп. Рос. академии, 1841. — 24 с. (с посвящением «племяннику, А. Ф. Львову»;
- Опыт исторического родословия дворян и графов Апраксиных. — СПб.: Тип. Имп. Рос. академии, 1841. — 56 с. (посвящено «доброму соседу Н. П. Новосильцову»);
- … графов Ефимовских (посвящено А. С. Лавинскому);
- … Арсеньевых (с посвящением князю М. А. Оболенскому);
- … Дивовых (было посвящено «племяннику М. В. Поленову»);
- … Измайловых (с посвящением племяннику Д. В. Поленову);
- Опыт исторического родословия Нащокиных. — СПб.: Тип. Имп. Рос. академии, 1841. — 55 с. (с посвящением князю Никите Петр. Трубецкому[6])

Большая же часть его трудов осталась в рукописях.
Из числа рукописных трудов К. М. Бороздина известно «Краткое описание жизни графа А. И. Остермана».
Кроме того, Бороздин деятельно сотрудничал в Энциклопедическом словаре Плюшара, подписывая свои статьи — К. Б.

## Семья
С 1819 года был женат на Прасковье Николаевне Львовой (1793—1839), дочери архитектора Николая Александровича Львова от его брака с Марией Алексеевной Дьяковой. С десяти лет воспитывалась в доме своего опекуна Г. Р. Державина. Выполняла функции его секретаря, оставила любопытный дневник за последние годы его жизни, на ее руках он и умер. «Хорошенькая брюнетка, привлекательная и скромная», Прасковья Николаевна была хорошо образована, прекрасно играла на арфе и фортепиано, пела и участвовала в домашних спектаклях. В браке имела детей:
- Варвара Константиновна (1820—1853), замужем за двоюродным братом Леонидом Алексеевичем Воейковым (1818—1886).
- Мария Константиновна (1822—31.08.1823[7])
- Андрей Константинович
- Елена Константиновна (1837—1922), замужем за Владимиром Семеновичем Корсаковым (1833-1882), после смерти которого осталась хозяйкой подмосковной усадьбы Тарусово.